# Parafia św. Stanisława Biskupa i Męczennika w Portland (Oregon)
Parafia św. Stanisława Biskupa i Męczennika w Portland (ang. St. Stanislaus’s Parish) – parafia rzymskokatolicka położona w Portland w stanie Oregon w Stanach Zjednoczonych.
Jest ona jedyną, wieloetniczną parafią w stanie Oregon, z mszą św. w j. polskim dla polskich imigrantów.
Nazwa parafii jest dedykowana św. Stanisławowi.

## Historia
Początki osadnictwa polskich imigrantów w Oregonie sięgają 1892 roku, kiedy utworzono oddział polonijnej organizacji, Związku Narodowego Polski.
Kościół zlokalizowano w pobliżu miejsca pracy polskich imigrantów, przy torach kolejowych, portach i magazynach dzielnicy Albina. W dniu 4 lipca 1907 roku został położony kamień węgielny pod budowę nowego kościoła, a parafia poświęcona św. Stanisławowi Biskupowi i Męczennikowi. Założycielem i pierwszy proboszczem był ks. Karol Sieroczyński.

6 grudnia 1908 roku arcybiskup Oregon City, Aleksander Christie, konsekrował nowo wybudowany kościół.
Nowa parafia służyła potrzebom duszpasterskim polskich imigrantów i innym słowiańskim imigrantom na terenie Portland. Był to pierwszy i jedyny polonijnym kościół w Oregonie i jeden z nielicznych w północno-zachodniej części Stanów Zjednoczonych.
W latach 50. parafia powiększyła się, w związku z przybyciem przesiedleńców z Europy w wyniku II wojny światowej. Jednak budowa autostrady Interstate 5, spowodowała, że wiele rodzin przeniosło się na obrzeża miasta.
W latach 80. do Portland napłynęła kolejna fala Polaków, spowodowana emigracją osób związanych z Solidarnością w wyniku stanu wojennego w Polsce. W wyniku porozumienia Towarzystwa Chrystusowego dla Polonii Zagranicznej z archidiecezją Portland nadzór klerycki nad parafią przyjęło Towarzystwo Chrystusowe dla Polonii Zagranicznej. W 1994 rozpoczęto posługę duszpasterską dla imigrantów z Chorwacji.
Corocznie odbywa się Polski Festiwal, eksponując polską kulturę, z udziałem grup tanecznych i serwując kuchnię polską.

## Duszpasterze
- ks. Karol Sieroczyński (1907–1912)
- ks Florian Matuszewski (1912–1932)
- ks. V.L. Moffenbeier (1932–1935)
- ks Stanisław Śmigiel (1935–1957)
- ks. Milan Mikulich, OFM (1957–1962)
- ks. Joseph Mikulich, OFM (1962–1982)
- ks Stanisław Herba, TChr (1982–1988)
- ks. Stanisław Parol, TChr (1988–1989)
- ks. Stanisław Drzał, TChr (1989–1993)
- ks. Richard Philiposki, TChr (1993-)
- ks. Henryk Kociołek, TChr (-2004)
- ks. Tadeusz Rusnak, TChr (2004-2010)
- ks. Piotr Dzikowski TChr (2010-obecnie)

## Nabożeństwa w j. polskim
- Piątek: 19:00
- Sobota: 19:00
- Niedziela: 11:00

## Szkoły
- St. Stanislaus School

## Media
- Portland’s Polish parish set to celebrate centennial with tradition (ang.)
- Poles find a taste of home (ang.)